# Strada nazionale 3 (Argentina)
La strada nazionale 3 (Ruta Nacional 3 in spagnolo) è una strada statale che unisce la provincia di Buenos Aires a quelle di Río Negro, del Chubut, di Santa Cruz e di Terra del Fuoco. Il suo lungo percorso, che inizia dell'intersezione con l'avenida General Paz a Buenos Aires e termina sul ponte sul fiume Lapataia a Ushuaia, misura in tutto 3.045 km.
La strada s'interrompe tra il chilometro 2.674 e il chilometro 2.696, quando entra temporaneamente in territorio cileno. Qui prosegue come Ruta CH-255 e Ruta CH-257. In quest'ultimo tratto la strada s'interrompe per la presenza dello stretto di Magellano, braccio di mare che separa la Patagonia dalla Terra del Fuoco. Lo stretto è attraversabile grazie alla presenza di un traghetto che impiega venti minuti per attraversarlo.